# Julija Koltunova
Julija Nikolaevna Koltunova (in russo Юлия Николаевна Колтунова?; Volgograd, 4 maggio 1989) è una tuffatrice russa.
In coppia con Natal'ja Gončarova ha vinto la medaglia d'argento ai Giochi olimpici di Atene 2004 nella piattaforma 10m sincro.

## Palmarès
- Giochi olimpici

Atene 2004: argento nel sincro 10 m.
- Europei di nuoto/tuffi

Budapest 2006: argento nel sincro 10 m.
Torino 2009: oro nella piattaforma 10 m e nel sincro 10 m.
Budapest 2010: argento nel team event e bronzo nella piattaforma 10 m.
Torino 2011: oro nel team event e nel sincro 10 m e argento nella piattaforma 10 m.
Rostock 2013: oro nel sincro 10 m, argento nella piattaforma 10 m e bronzo nel team event.